# Serce robota
Serce robota – amerykańska komedia fantastycznonaukowa z 1981 roku.

## Opis fabuły
Val i Aqua to roboty pracujące w jednym z apartamentów jako pomoc domowa. Niespodziewanie dla siebie odkrywają do siebie uczucie. Oboje decydują się pójść za nowym wewnętrznym pragnieniem i uciekają – chcą założyć własną rodzinę.

## Główne role
- Andy Kaufman - Val
- Bernadette Peters - Aqua
- Randy Quaid - Charlie
- Kenneth McMillan - Max
- Melanie Mayron - Susan
- Christopher Guest - Calvin

i inni

## Nagrody i nominacje
Oscary za rok 1981
- Najlepsza charakteryzacja - Stan Winston (nominacja)

Nagrody Saturn 1981
- Najlepszy film SF (nominacja)
- Najlepsza charakteryzacja - Stan Winston (nominacja)